# Frontera entre Tanzània i Burundi
La frontera entre Tanzània i Burundi és la línia fronterera de 451 kilòmetres, en sentit nord-sud, que separa l'est de Burundi, províncies de Muyinga, Cankuzo, Ruyigi, Rutana i Makamba, de la regió de Kigoma a la República Unida de Tanzània a l'Àfrica oriental.

## Traçat
La frontera comença al sud, als marges del Llac Tanganyika al trifini de la República Democràtica del Congo-Tanzània i Burundi-República Democràtica del Congo. Després es dirigeix cap a l'est al voltant de 30 kilòmetres prop del paral·lel 4° nord abans d'arribar als marges del llac Tanganyka a 50 kilòmetres de Kigoma. Després va cap al nord-est seguint el curs sinuós del riu Kagera, sobre un terç de la longitud de la frontera. Després, torna al nord. Prendrà el curs del Ruvubu poc abans d'acabar al trifini Burundi-Ruanda i Ruanda-Tanzània.

## Història
En 1916 es va definir la frontera quan els britànics van conquerir la colònia de l'Àfrica Oriental Alemanya, confirmada en 1919 quan se separaren les colònies de Ruanda-Urundi (que fou entregada a Bèlgica) i el Territori de Tanganyika (administrada per l'Imperi Britànic).